# Тан Нинг
Тан Нинг (кинески: 谭宁; рођена 3. априла 2003. године) је кинеска играчица бадминтона. Освојила је сребрну медаљу у женском пару на Олимпијским играма 2024. године. Такође је освојила бронзану медаљу на Азијском првенству 2024. године. Помогла је националном тиму да освоји првенство Азије у мешовитом тиму 2023. и Убер куп 2024. године. Тан је 30. фебруара 2024. године са својом тренутном партнерком Љу Шенгшу достигла највиши ниво у каријери као свјетски број 3 у женском пару на БВФ свјетској ранг листи.
У јуниорској дисциплини, Тан је освојила бронзану медаљу у категорији дјевојчице појединачно на јуниорском првенству Азије 2019.